# Chan Zuckerberg Initiative
A Iniciativa Chan Zuckerberg  (CZI, do inglês Chan Zuckerberg Initiative) é uma empresa de responsabilidade limitada (LLC) do fundador do Facebook, Mark Zuckerberg, e de sua esposa Priscilla Chan. Sua criação foi anunciada em 1 de dezembro de 2015, relacionado ao nascimento de sua filha, Maxima Chan Zuckerberg.
O objetivo da Iniciativa Chan Zuckerberg é "promover o potencial humano e promover a igualdade em áreas como saúde, educação, pesquisa científica e energia".

## Atividades

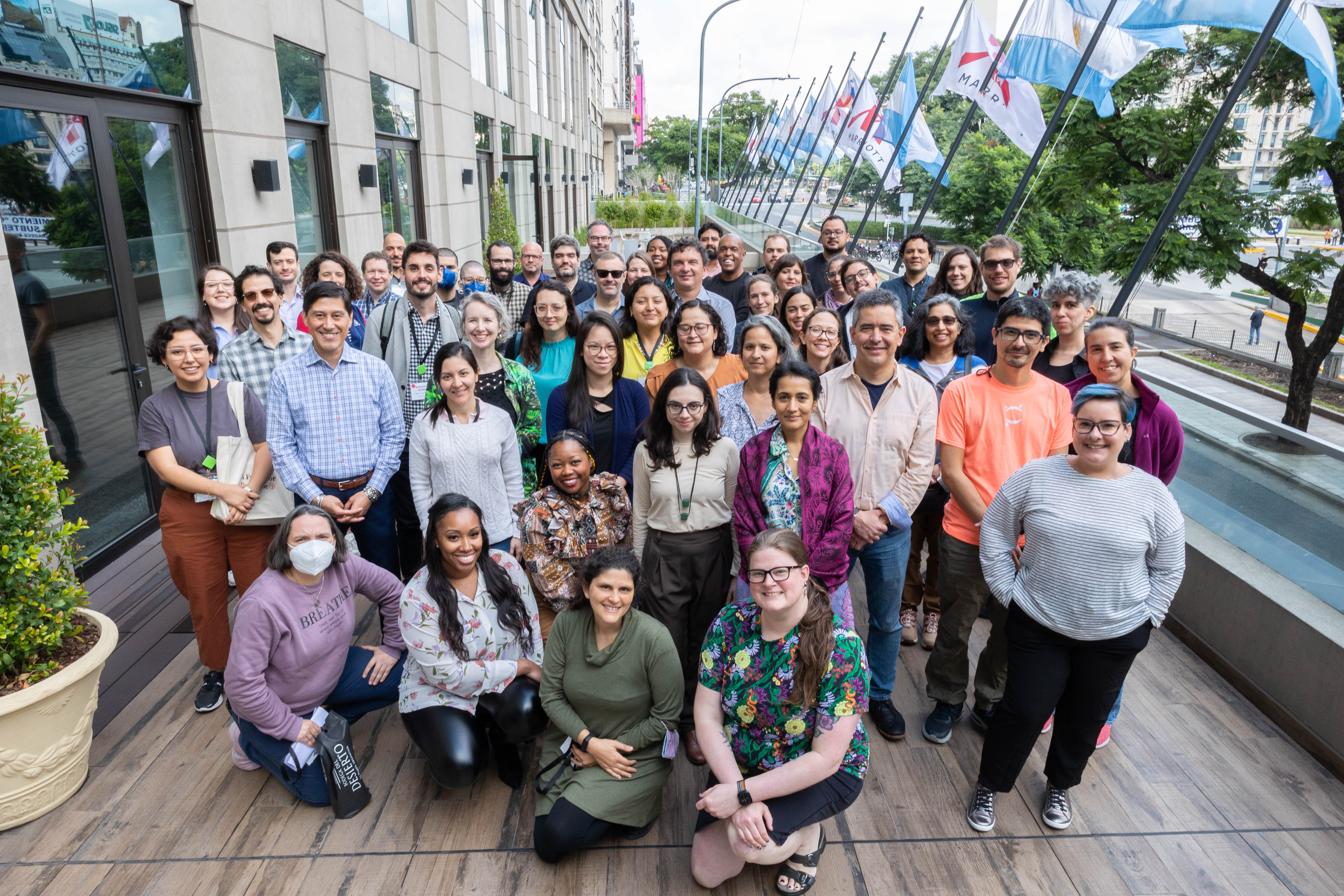
Foto de grupo dos participantes e organizadores do workshop do CZI na América Latina em Buenos Aires, Argentina, em abril de 2023. Estas fotos estão disponíveis sob licença CC-BY.

### Educação
A Iniciativa Chan Zuckerberg investiu US $ 24 milhões na Andela, uma startup focada no treinamento de desenvolvedores de software na África através de um programa de bootcamp e bolsa de quatro anos que associa seus trainees a empresas americanas que precisam de ajuda para o desenvolvimento. A Iniciativa Chan Zuckerberg liderou o financiamento da Série B da empresa.
Em 8 de setembro de 2016, a startup indiana de educação Byju anunciou que havia angariado US$ 50 milhões em uma rodada co-liderada pela Chan Zuckerberg Initiative e pela Sequoia Capital, juntamente com os investidores Sofina, Lightspeed Venture Partners e Times Internet. O financiamento foi levantado para alimentar sua expansão internacional.
Em 6 de março de 2018, o Harvard Gazette publicou que a Iniciativa Chan Zuckerberg iria dedicar US $ 30 milhões ao projeto Reach Every Reader. Tanto o Presidente de Harvard, Drew Faust, quanto o Presidente do MIT, L. Rafael Reif, foram citados no artigo, assim como Priscilla Chan, Dean James E. Ryan do HGSE, e Sanjay Sarma do MIT, vice-presidente de aprendizado aberto do MIT e outros. O artigo declara: "Para obter um progresso significativo na alfabetização precoce em escala, a equipe se envolverá em uma abordagem científica rigorosa do diagnóstico e intervenção personalizados. Eles desenvolverão e testarão uma ferramenta de triagem escalável e baseada na Web para dificuldades de leitura que diagnostica as causas subjacentes, e um conjunto de intervenções domiciliares / escolares direcionadas que mudam a maneira como abordamos a intervenção para crianças pequenas com dificuldades de leitura."
A Iniciativa financiou uma plataforma de aprendizado on-line gratuita, a Summit Learning, baseada em uma filosofia de aprendizado personalizada

### Pesquisa científica
A primeira aquisição da Iniciativa Chan Zuckerberg ocorreu em janeiro de 2017 com a aquisição da Meta Inc., um mecanismo de busca em literatura científica de inteligência artificial de Toronto.
Em setembro de 2016, a CZI anunciou seu novo programa científico, Chan Zuckerberg Science, com investimentos de US $ 3 bilhões na década seguinte, com Cornelia Bargmann, da Rockefeller University, anunciada como a primeira presidente do setor de ciência, iniciando em 1º de outubro de 2016. O objetivo do programa é ajudar a curar, gerenciar ou prevenir todas as doenças até o ano 2100. US$ 600 milhões dos US$ 3 bilhões estão destinados ao no Biohub, em São Francisco, com a ideia de facilitar a colaboração entre cientistas da Universidade da Califórnia, San Francisco; Universidade da Califórnia, Berkeley ; Universidade de Stanford ; e outras universidades da região, além de engenheiros e outros profissionais. O financiamento dedicado é aproximadamente 2% do orçamento do NIH destinado à pesquisa básica no mesmo período. Quaisquer patentes geradas na Biohub seriam de propriedade conjunta da Biohub e da instituição de origem do descobridor.

## Forma e tributação da empresa
A Iniciativa Chan Zuckerberg não é um fundo de caridade ou uma fundação privada, mas uma empresa de responsabilidade limitada, que pode ter fins lucrativos, pode gastar dinheiro com lobby, pode fazer doações políticas, não precisa divulgar seu pagamento aos cinco principais executivos e possui menos outros requisitos de transparência em comparação com um fundo de caridade. Sob essa estrutura legal, como a Forbes escreveu, "Zuckerberg ainda controlará as ações do Facebook que são de posse da Iniciativa Chan Zuckerberg".